# Библиотека Залуских
Библиоте́ка Залу́ских (пол. Biblioteka Załuskich) — первая общедоступная библиотека в Речи Посполитой и одна из первых в Европе. Занимала здание дворца Даниловичей в Варшаве. С 1774 года — одна из первых национальных библиотек мира. После разделов Речи Посполитой распылена по другим собраниям.

## Частная библиотека
Библиотека открылась 8 августа 1747 года. Она была собрана братьями Юзефом Анджеем (1702—1774) и Анджеем Станиславом (1695—1758) Залускими. Братья собрали уникальную коллекцию, которая даже ещё в качестве личной библиотеки комплектовалась на строго научной основе литературой из самых разных стран Европы.
Начиная с 1742 года Юзеф Залуский, один из основателей библиотеки, работал над созданием национальной библиографии под названием Bibliotheca Polona magna universalis, составившей 10 рукописных томов.

## Публичная библиотека
После смерти Юзефа Залуского в 1774 году библиотека перешла в собственность государства, получив официальный статус государственной библиотеки, и стала называться «Библиотека Речи Посполитой имени Залуских». 
В 1780 году вышло постановление Сейма Речи Посполитой о предоставлении Библиотеке Залуских права на получение обязательного экземпляра всех произведений печати страны, и к концу 1780-х годов библиотека стала не только первой публичной библиотекой в Речи Посполитой, но и приняла на себя функции национальной библиотеки. 
По богатству своих фондов и по их численности Библиотека Залуских могла сравниться с тремя крупнейшими библиотеками Европы того времени: библиотекой Британского музея в Лондоне, королевской библиотекой в Париже и королевской библиотекой в Мюнхене. Это было выдающееся явление в истории польского Просвещения.

## Дальнейшая судьба библиотеки
После подавления в 1794 году восстания под руководством Тадеуша Костюшко и взятия Варшавы Суворовым библиотека, составлявшая 400 тысяч томов, была объявлена собственностью русского правительства и в качестве военного трофея перевезена П. Г. Дивовым в Петербург, где послужила основой Императорской публичной библиотеки.
Русскими авторами XIX века варшавский период Библиотеки Залуских рассматривался как предыстория самой Императорской публичной библиотеки в Петербурге, однако между 1923 и 1935 годами часть фондов Библиотеки Залуских (около 50 тысяч томов) была возвращена Польше.
В ходе Варшавского восстания 1944 года библиотека была разграблена, а отчасти уничтожена нацистами. Уцелевшая часть коллекции (1800 рукописей и 30 тысяч книг) хранится в Национальной библиотеке Польши.

## Известные книги
- «Сфорциада» с портретом Bella Principessa (приписывается Леонардо да Винчи)